# Friedenshügel (Stadtbezirk)

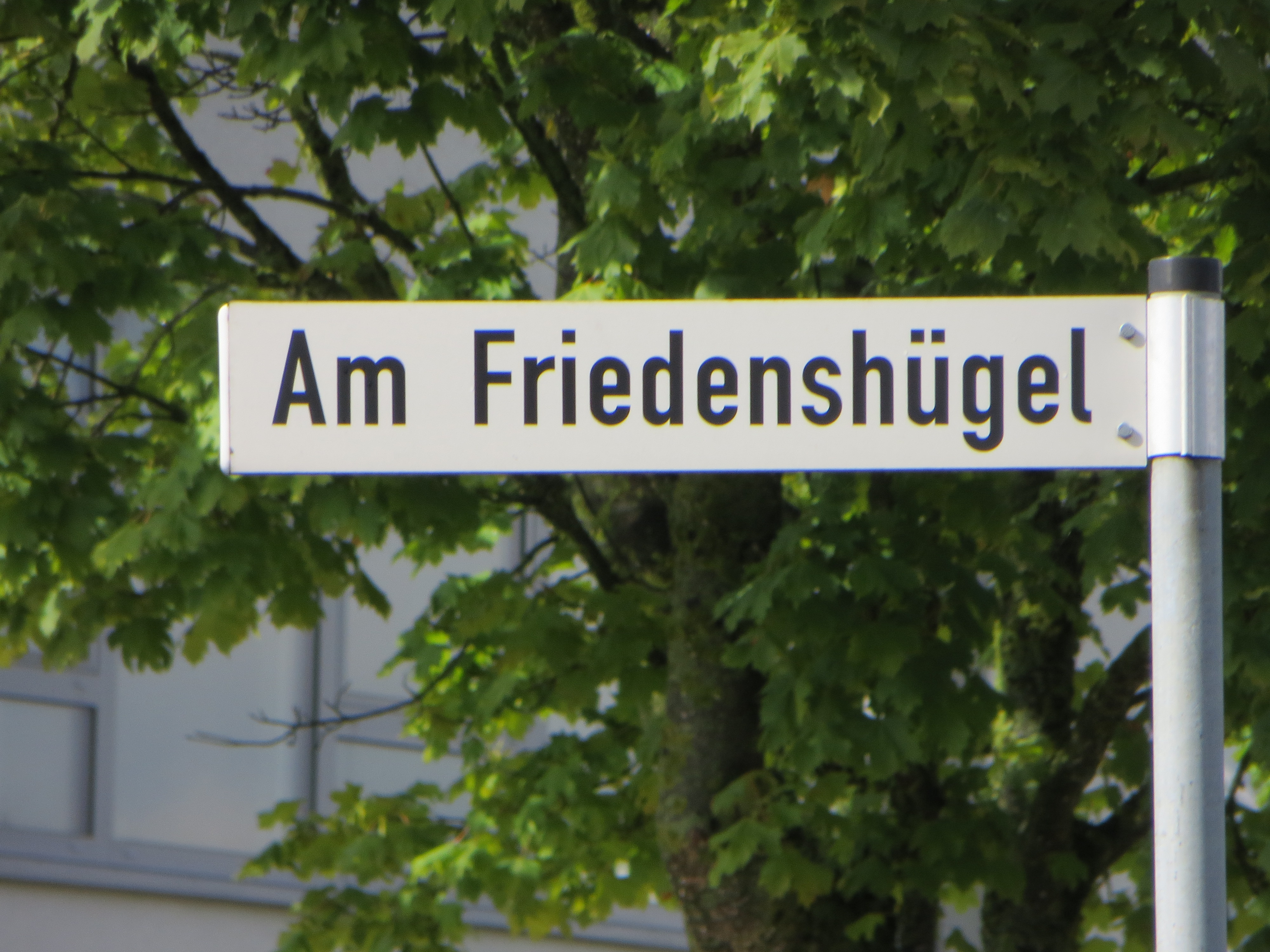
Straßenschild der zentralen Straße des Stadtbezirks.

Friedenshügel (dänisch Fredshøj) ist ein Stadtbezirk im Flensburger Stadtteil Friesischer Berg.

## Hintergrund
Benannt wurde der Stadtbezirk nach dem gleichnamigen Grabhügel Friedenshügel, das sich in dem Gebiet befindet. Zum Stadtbezirk gehört zudem der Friedhof Friedenshügel sowie ein Großteil des Gewerbegebietes West an der Westerallee/Lilienthalstraße, mit dem Citti-Park-Flensburg. Ein Teil des Gewerbegebietes wurde von der städtischen Administration dem Stadtteil Weiche zugeordnet, obwohl dieser Teil von Weiche durch die Zugtrasse abgetrennt ist, und so wie als ein Teil des Stadtbezirks Friedenshügels wirkt.
Durch die Bundesstraße 199 (die in dem Gebiet den Namen „Am Friedenshügel“ trägt), die Bundesstraße 200 (auch Westtangente im Raum Flensburg genannt) sowie die Nähe zum Autobahn-Zubringer zur A7 ist der Stadtbezirk gut an das Verkehrsnetz angebunden. Stark frequentierte Buslinien führen durch ihn durch. Campingwagen und Wohnmobile, die aus Skandinavien kommen, bleiben insbesondere im Sommer über Nacht auf dem Parkplatz vor dem Citti-Park stehen, der mittlerweile einen gesonderten Stellplatz eingerichtet hat. Zum Stadtbezirk Friedenshügel gehören des Weiteren mit Wohnhäusern bebaute Flächen.
Anders als die Flensburger Innenstadt oder Mürwik besitzt dieser Bereich der Stadt noch keine komplexe, weit zurückgehende Geschichte. Kulturdenkmale sind nur im Bereich des Friedhofes zu finden. Dementsprechend erweckte der besagte Stadtbereich überregional bisher eher weniger Interesse. 2015 wurde an den Bahngleisen am Rande des Stadtbezirks Friedenshügel zum Stadtteil Weiche hin (Lage), jedoch angeblich ein Puma gesichtet, was zu einem großen Polizeieinsatz und überregionaler Berichterstattung führte. Ein Zugbegleiter und mehreren Bahnreisenden der Strecke Bahnstrecke Fredericia–Flensburg hatten unabhängig voneinander den vermeintlichen Puma im Bereich der Gleise, Höhe Friedensweg gesichtet. Die Suche der Polizei blieb offenbar ergebnislos. Im südlichen Dänemark war schon einmal im Sommer 1982 ein Puma gesichtet worden, der offensichtlich als Sommerlochtier diente.